# David Eisermann

David Eisermann, 2007

David Eisermann ist ein deutscher Kulturjournalist und Hörfunkmoderator, Moderator von Literaturlesungen sowie Übersetzer aus dem Französischen und dem Englischen, insbesondere dem amerikanischen Englisch.

## Leben
Nach dem Abitur am Beethoven-Gymnasium Bonn studierte der Sohn des Soziologen Gottfried Eisermann Literaturwissenschaft in Bonn, Nizza und Pittsburgh. 1984 wurde er in Bonn promoviert. Danach war er bis 1985 als Akademischer Rat auf Zeit an der Universität Bayreuth im Sonderforschungsbereich „Identität in Afrika“ tätig. Von 1985 bis 1990 war er Partner von Florian Steinbiß im Autorenbüro „Steinbiß und Eisermann“ in Bonn und Berkeley. Aus dieser Zusammenarbeit resultierten zahlreiche Arbeiten für Radio und Fernsehen, unter anderem „Propaganda Swing: Dr. Goebbels’ Jazz-Orchester“ für das Südwestfunk-Fernsehen.
Dem WDR-Hörfunk ist Eisermann als freier Mitarbeiter seit seinem Studium verbunden, seit 1985 ist er fester freier Mitarbeiter. Er moderierte unter anderem das Wochenendprogramm „Unterhaltung à la carte“ auf WDR2, die Satire-Sendung „Zugabe“ und die Sendung „Kultur heute“ des Deutschlandfunks sowie (seit 1998) die aktuelle Kultursendung „Mosaik“ auf WDR 3. Gelegentlich moderierte er dort auch die Abendsendung „Resonanzen“. Nach über 20-jähriger Tätigkeit schied Eisermann im August 2018 aus dem Moderatorenteam aus.

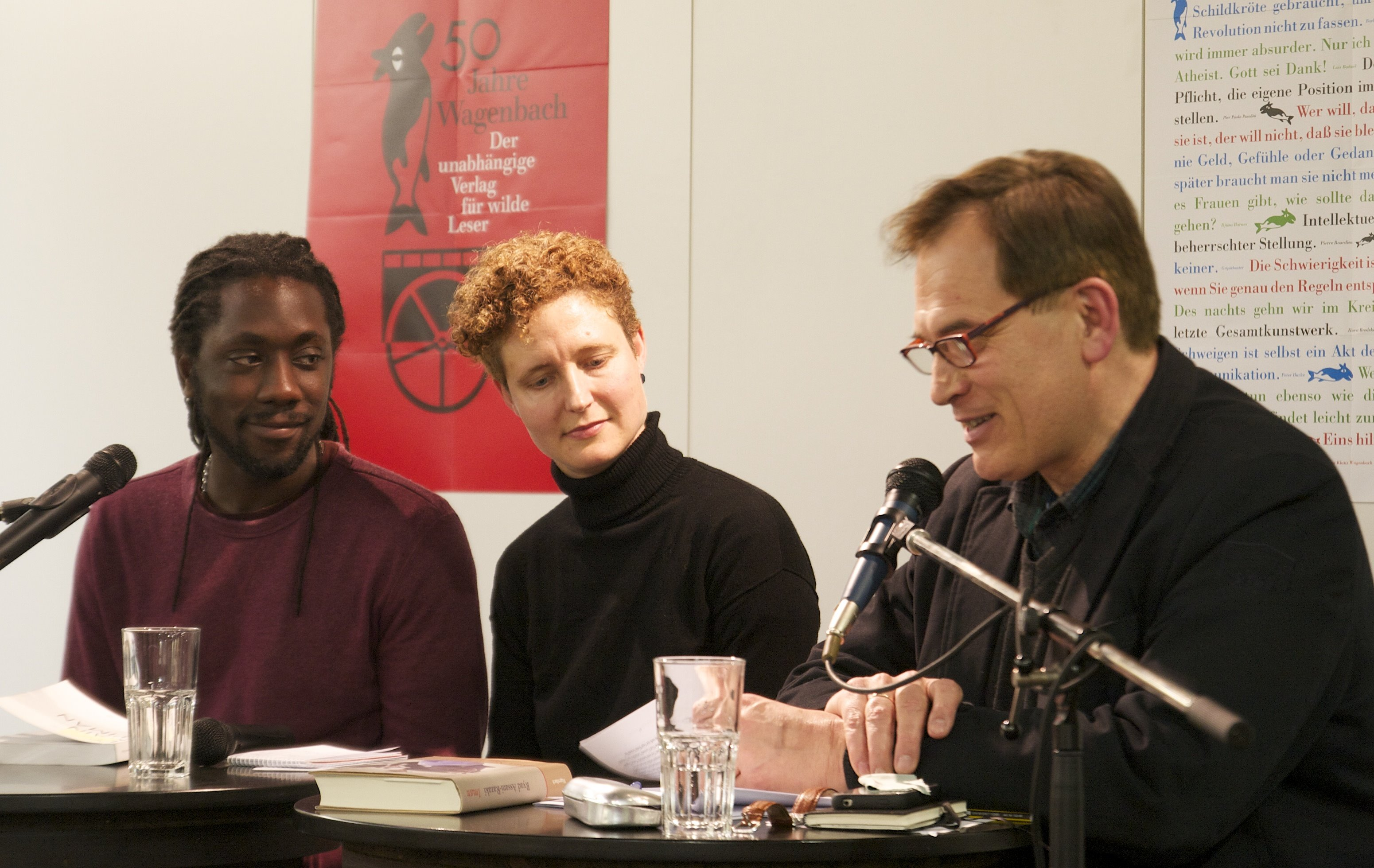
David Eisermann als Moderator mit Ryad Assani-Razaki und Sonja Finck im Heine Haus Düsseldorf, 2014

2001/2002 und 2007/2008 war Eisermann Lehrbeauftragter an der Universität Bonn. Diese Tätigkeit nahm er zum Sommersemester 2019 wieder auf.
Im Frühjahr 2010 berief der Bonner Stadtrat ihn in das Kuratorium der Beethovenstiftung für Kunst und Kultur. Im Herbst 2010 gehörte er zu den Gründern des Trägervereins, die Anfang 2011 das Literaturhaus Bonn eröffneten. Seither gehört er dem Vorstand des Vereins an. 2015 wurde er in den Rat der Bonner Universitätsstiftung gewählt. 
Eisermann ist Beiratsvorsitzender der Konejung Stiftung: Kultur 
Darüber hinaus moderiert Eisermann regelmäßig Autorenlesungen im Heine Haus Düsseldorf, so im März 2014 eine zweisprachige Lesung mit dem franko-kanadischen, in Westafrika geborenen Autor Ryad Assani-Razaki aus seinem Roman Iman über das Leben von Straßenkindern in Afrika, der von Sonja Finck übersetzt worden ist.
Im September 2020 war er Erstunterzeichner des Appells für freie Debattenräume. Im Januar 2021 unterzeichnete er zudem die Petition gegen die Abschaffung von Buchbesprechungen im WDR-Hörfunkprogramm.
Eisermann ist verheiratet mit der Lehrerin Regine Roland, der Schwester der Schauspielerin Renate Roland. Die Journalistin, Soziologin und Medienwissenschaftlerin Jessica Eisermann ist seine Schwester.

## Schriften
- Crèvecoeur oder Die Erfindung Amerikas. Ein literarischer Gründervater der Vereinigten Staaten. CMZ-Verlag, Rheinbach-Merzbach 1985 ISBN 3-922584-35-7 (zugl. Diss. phil. Univ. Bonn, 1984)
- Mit Florian Steinbiß: Wir haben damals die beste Musik gemacht, in: Der Spiegel 16/1988
- Johanna Hansen und Wolfgang Allinger (Hrsg.): Seiten Wechsel. Wortschau Verlag, Neustadt/Weinstraße 2022, ISBN 978-3-944286-39-6; darin ist Eisermann einer der sechs Verfasser eines autofiktionalen Tagebuchs (einer seiner Beiträge online bei Faust-Kultur.de)

## Filmographie
- mit Florian Steinbiß: Propaganda Swing – Dr. Goebbels’ Jazz Orchester, Dokumentarfilm, 1988.